# Gézier-et-Fontenelay
Gézier-et-Fontenelay è un comune francese di 184 abitanti situato nel dipartimento dell'Alta Saona nella regione della Borgogna-Franca Contea.

## Società

### Evoluzione demografica
Abitanti censiti